# Brinklow Castle
Brinklow Castle är ett slott i Storbritannien.   Det ligger i grevskapet Warwickshire och riksdelen England, i den södra delen av landet, 130 km nordväst om huvudstaden London. Brinklow Castle ligger 110 meter över havet.
Terrängen runt Brinklow Castle är platt. Runt Brinklow Castle är det ganska tätbefolkat, med 248 invånare per kvadratkilometer. Närmaste större samhälle är Coventry, 10,6 km väster om Brinklow Castle. Trakten runt Brinklow Castle består till största delen av jordbruksmark.